# Arroyo del Chorro
El arroyo del Chorro, de Pinilla o de San Mamés es un curso de agua del interior de la península ibérica, afluente del Lozoya. Discurre por la provincia española de Madrid.

## Descripción
Discurre por la Comunidad de Madrid. El nacimiento del río, ubicado en la sierra de Guadarrama, se encuentra por encima de la localidad de San Mamés. Su curso pasa por dicha localidad y por Pinilla de Buitrago, hasta desembocar en el río Lozoya. En su cauce se encuentran las chorreras de San Mamés, un salto de agua. Aparece descrito en el undécimo volumen del Diccionario geográfico-estadístico-histórico de España y sus posesiones de Ultramar de Pascual Madoz de la siguiente manera:

MAMÉS (San): riach. en la prov. de Madrid, part. jud. de Torrelaguna, tiene su orígen en la sierra titulada la Nevera, por cima del l. de San Mamés: atraviesa el térm. de este pueblo y Pinilla de Buitrago, y despues de 1 leg. de marcha desemboca en el r. Lozoya: tiene 2 puentes de madera en mal estado y sus aguas que son cristalinas y muy buenas, se utilizan para el riego de varias huertas y linares; cria alguna pesca menor.
(Madoz, 1848, p. 167)

Las aguas del río, perteneciente a la cuenca hidrográfica del Tajo, terminan vertidas en el océano Atlántico.